# Sjasjlyk
Sjasjlyk (russisk: шашлык, fra krimtatarisk: şışlıq) er en ret fra lande i det tidligere Sovjetunionen. Sjasjlyk er en variant af shishkebab og laves oftest af oksekød, svin, kylling eller lam, alt efter lokale skikke eller religion. Det sælges mest af gadesælgere, som griller kødet over et bål eller en kulgrill. Sjasjlyk laves ofte på mangal, en tyrkisk grill.
| Mad og drikke | Spire Denne artikel om mad og drikke er en spire som bør udbygges. Du er velkommen til at hjælpe Wikipedia ved at udvide den. |